# هاوک‌ایر
هاوک‌ایر (به انگلیسی: Hawkair) یک شرکت هواپیمایی با کد یاتا BH است که در ۱۹۹۴ میلادی تأسیس شده‌است. قطب هاوک‌ایر در فرودگاه منطقه‌ای نورث‌وست قرار دارد.